# Гузун, Николай Иванович
Николай Иванович Гузун (1 января 1926 года, Бендеры) — советский учёный в области генетики и селекции винограда.

## Биография
Окончил среднюю школу в Тирасполе. С августа 1944 года участвовал в Великой Отечественной войне. Воевал в составе 144-го запасного стрелкового полка 207-го стрелкового полка 76-й стрелковой дивизии. Демобилизовался в звании капитана. С 1954 года член КПСС. В 1955 году окончил Кишинёвский сельскохозяйственный институт имени М. В. Фрунзе. После окончания института трудился ассистентом на кафедре виноградарства в этом же институте.
С 1960 года — директор НИИ плодоводства, виноградарства и виноделия. С 1972 года руководил отделом ампелографии, генетики и селекции. Под его руководством в институте был создан селекционный фонд из 75 новых сортов винограда.
С 1983 года — доктор сельскохозяйственных наук. Был членом Международной академии виноградарства и виноделия, Общества генетиков и селекционеров Молдавии, членом редакционной коллегии журнала «Плодоводство, виноградарство и виноделие Молдавии», автором «Энциклопедии виноградарства».

## Научная деятельность
Разработал систему отбора прививочных лоз на маточниках, предложил схему селекционно-генетической программы по выведению комплексно-устойчивых сортов, на основе которой вывел 24 новых сорта винограда (из них: Виерул 59, Виорика, Пламенный, Негру де Яловень, Мускат Бессарабский). Многие созданные им сорта были районированы и использовались в Молдавии и за рубежом.
Автор двух изобретений и около 170 научных работ по виноградарству.

### Основные сочинения
- Реконструкция виноградников Молдавии. — Кишинёв, 1962 (в соавторстве);
- Использование химических мутагенов в селекции винограда. — Москва, 1968 (в соавторстве);
- Виноградарство Молдавии. — Кишинёв, 1968 (в соавторстве);
- Селекция винограда на устойчивость к морозу, болезням и филлоксере с высоким качеством ягод. — В кн.: Селекция винограда. Ереван, 1974;
- Отбор селекционных форм по качеству вина. — В кн.: Сортоизучеие и селекция винограда. Кишинёв, 1976 (в соавторстве);
- Информационный массив по ампелографии и селекции (Математические алгоритмы). — В кн.: Сортоизучеие и селекция винограда. Кишинёв, 1976 (в соавторстве);
- Методы выведения сортов винограда с групповой устойчивостью. — В кн.: Сортоизучеие и селекция винограда. Кишинёв, 1976;
- Селекция винограда на комплексную устойчивость. — В кн. Генетика и селекция винограда на иммунитет. Киев, 1978;
- Программа селекпионно-генетических исследований в виноградарстве.— В кн.: Селекция устойчивых сортов винограда. Кишинёв, 1982;
- Экспериментальный мутагенез на стадии мейоза у винограда. — В кн.: Совершенствование сортимента винограда. Кишинёв, 1983 (в соавторстве).

## Награды
- Орден Отечественной войны 2 степени (06.04.1985)
- Орден «Знак Почёта» — дважды
- Медаль «За отвагу» (06.11.1947)
- Медаль «За победу над Германией в Великой Отечественной войне 1941—1945 гг.»
- Медаль «За взятие Берлина»
- Медаль «За освобождение Варшавы»